# Битка за Пособланко
Битката за Пособланко се провежда между 6 март и 16 април 1937 г. по време на Гражданската война в Испания. Републиканските войски спират опитите на националистите да превземат града.

## Битката

### Националистическа офанзива
Офанзивата започва на 6 март с три колони, движещи се от Пеняроя към Вилянуева дел Дуке, от Еспиела към Алкарасехос и от Вилярт към Пособланко. Пособланко, воден от републиканския командир Франсиско Бланко Педраса, е защитаван от 73-та и 74-та бригади. Друга бригада, 75-та, е в Андухар в резерв.
На 8 март 20-та бригада, заедно с два батальона и кавалерийска група от 63-та бригада, контраатакуват фланга на силите на Кейпо де Ляно, като успяват да спрат за кратко напредването им при пресичането на пътя Пеняроя–Вилянуева дел Дуке и Белмес–Нинохосе дел Дуке.
На 9 март бунтовниците окупират Вилянуева дел Дуке, унищожавайки 25-та бригада оттам и се приближават до Алкарасехос. На 10 март техните войски, след упорита битка, окупират Алкарасехос. Полковник Моралес - командирът на южната армия, иска да бъдат изпратени подкрепления. Републиканското командване набързо прехвърля подкрепления и се опитва да започне контраатака към Вилянуева със силите на 63-та, 20-та и 25-та бригади под командването на полковник Хоакин Перес Салас, но след седмица на ожесточени битки градът остава на бунтовниците.
Битката достига кулминацията си, когато националистите на 18 март, в колони на Батуроне и Идалго, стигат до Пособланко и започват тежки боеве за града. Въпреки факта, че Генералният щаб разрешава евакуацията на Пособланко, считайки го за практически изгубен, републиканците, благодарение на способното командване на Перес Салас, удържат града.
Централното командване премества три бригади в района на Пособланко, както и рота танкове от Аркен, рота бронирани машини от Аранхуес и две ескадрили самолети.
Тъй като ситуацията не се развива, Кейпо де Ляно, осъзнавайки заплахата, пред която са изправени неговите сили, нарежда на своите части да отстъпят и да се върнат на първоначалните си позиции. Отначало републиканците не знаят за това оттегляне.

### Републиканска контраофанзива
След като създават три ударни групи в района на Нинохоса дел Дуке, Ел Висо и Пособланко, на 24 март републиканските войски сами започват контраофанзива. Дясната група, настъпваща от Нинохоса, превзема село Фуенте ла Ланча в същия ден. Бригадата от левия фланг, настъпваща от Пособланко, заедно с централната група изтласква врага обратно към Алкарасехос. На 25 - 27 март са упорити битки за Вилянуева дел Дуке и Алкарасехос, в резултат на които градовете са превзети.
Победата кара републиканското командване да продължи контраофанзивата за превземане на Пеняроя-Пуеблонуево. Въпреки подкрепата по въздух, напредването е бавно поради умората на войските. Франкистите успяват да се откъснат от преследването.
На 4 април, на десния фланг на настъплението, републиканските войски след тежка битка освобождават гара Валсекило. На 5 април 13-та интернационална бригада превзема Ла Гранхуела и Лос Бласкес, пленява много националисти, включително германски танк с целия екипаж, и се озовава на 5 километра от Пенярой. На 8 април републиканското настъпление е спряно в непосредствена близост до мините Пеняроя, които вече са в пряк обсег на артилерийски обстрел.
Междувременно в центъра и на левия фланг републиканските части пресичат реките Куено и Гуадалгорбо, застрашавайки железопътната линия Кордова-Пеняроя, минаваща покрай Гуадалгоробо. Врагът е принуден да прехвърли там всички резерви от Кордоба, включително части от мароканците, и до 11-13 април да спре офанзивата на републиканците.

## Резултати
Така опитът на Кейпо де Ляно завършва с пълен провал за бунтовническия генерал. За републиканците контраофанзивата при Пособланко е първият успех на южния фронт, където дотогава са претърпели само поражения. Този успех е постигнат без отклоняване на силите от главното направление - Гуадалахара, където републиканските войски по това време постигат нова победа.